# 川汲温泉
川汲温泉（かっくみおんせん）は、北海道函館市川汲町にある温泉。

## 泉質
- 明林荘
  - アルカリ性単純温泉
- 川汲温泉ホテル (川汲温泉旅館)
  - 明礬泉

源泉温度45 - 53℃

## 温泉街
川汲川の渓流を挟んで川汲温泉ホテルと明林荘の二軒の温泉宿が存在する。

## 歴史
南茅部町史によると、寛保年間（18世紀初頭）には開湯していたとされる。文化12年記録の額が、当時の鶴の湯（川汲温泉ホテルの前身）の薬師堂にあったと言うことが、菊地重賢によって明治5年に確認されている。この時期から湯治場として人に知られていたということが史料上確認されている。
川汲山中において鶴が湯浴みをしておのが傷を癒したという開湯伝説がある。現川汲温泉ホテルのあるところに薬師堂がありその効能に対して信仰も行われ、また開湯伝説に因んで「鶴の湯」と称されていたという古い伝統を持つ。
最上徳内による蝦夷草紙においても、寛政年間（18世紀末）には近隣の磯谷、鹿部、留の湯などと並び温泉として記録されている。
18世紀末の弘化年間に当地を訪れた松浦武四郎の蝦夷日誌の記録に因れば、「 温泉壷一つ是を引亦境となし浴さしむ。甚熱湯也、水七分湯三分位也、硫黄の気あり、温泉小屋壷一つ滝一口こしらへたり長屋、七局二切たり渓に枕して風景よろし、（云々）」とある。
文政12年（1829年）、ここで湯守としていた弁吉より、函館の能登谷治兵衛が温泉地および権利を譲り受け、湯治場とした。
幕末期には、旧幕府軍の土方歳三隊がここに逗留したという記録もある。
「鶴の湯」は、1898年（明治31年）から山中旅館として営業がおこなわれ、1970年（昭和45年）には川汲温泉ホテルとして大改築をおこなった
一方、対岸の明林荘の由来は、川汲川の河底から温泉が湧出する場所（現明林荘浴場）があり、地元の山仕事人が石で囲んで入浴していたところを昭和2年に源泉を引湯し、川汲市街に「芽の湯」が開業した。その後、同館は函館の海鮮業者に渡り、戦時中はほぼ廃業状態になった。戦後、湯元を引き継いだ佐藤源三郎夫妻のほぼ手作業に近い復興の努力により、1953年（昭和28年）、現在の明林荘の場所にあたる、川底の湯元そばに観光第一旅館「明林荘」が創業された。明林荘は現在もなお創業当時の面影を残し、よく手入れされた木々により、紅葉の名所として知られる。
明林荘は近年水害によって同館の浴場が壊滅的な打撃を受けたが、地域や全国のファンの援助により復興している。

## アクセス
- 鉄道：函館本線函館駅より函館バス川汲方面行きで約50分。

## 関連記事
- 日本の温泉地一覧